# Bell (Californië)
Bell is een plaats (city) in de Amerikaanse staat Californië, en valt bestuurlijk gezien onder Los Angeles County.

## Demografie
Bij de volkstelling in 2000 werd het aantal inwoners vastgesteld op 36.664.
In 2006 is het aantal inwoners door het United States Census Bureau geschat op 37.332, een stijging van 668 (1.8%).

## Geografie
Volgens het United States Census Bureau beslaat de plaats een oppervlakte van
6,8 km², waarvan 6,4 km² land en 0,4 km² water.

## Plaatsen in de nabije omgeving
De onderstaande figuur toont nabijgelegen plaatsen in een straal van 8 km rond Bell.

## Geboren
- Larry Knechtel (1940-2009), studiomuzikant